# Business Plot

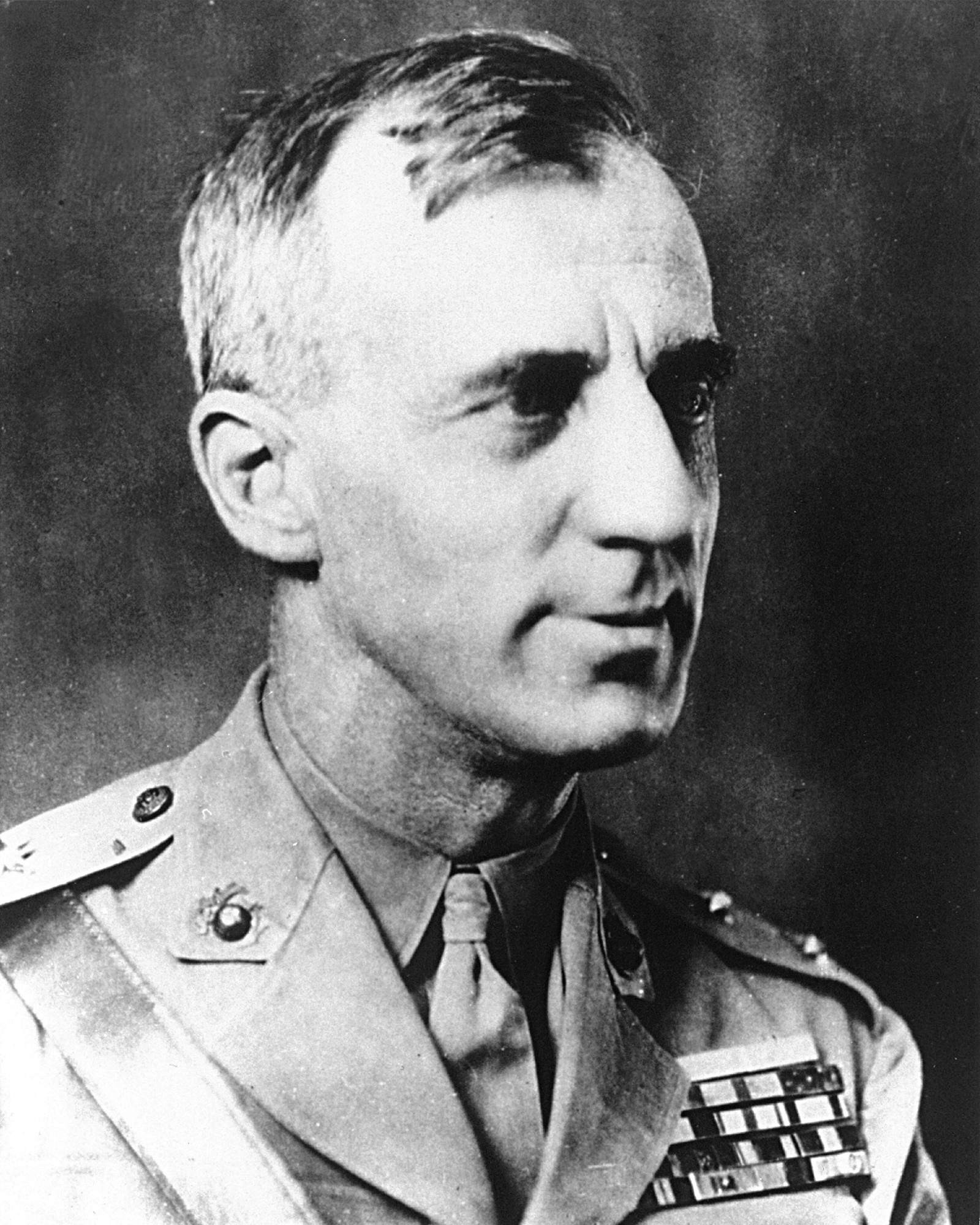
Smedley Darlington Butler, ca. 1929

Business Plot (Wall Street Putsch) is een verondersteld plan voor een staatsgreep in 1934 tijdens de regering van de 32e Amerikaanse president Franklin Delano Roosevelt. Majoor generaal Smedley Darlington Butler zou zijn gevraagd de leiding van de staatsgreep op zich te nemen, maar hij weigerde en bracht de zaak naar buiten. Een comité ondervroeg direct betrokkenen en onderzocht de bewijslast, maar concludeerde dat het niet nodig was meer mensen te ondervragen en de pers deed de zaak af als een hoax. 

## McCormack-Dickstein Committee
John W. McCormack was voorzitter van de House Committee on Un-American Activities van het House of Representatives dat in 1935 het onderzoek naar de Business Plot leidde. Hij werd bijgestaan door Samuel Dickstein.

## Groot nieuws
Vlak voor Kerstmis 1934 werd het nieuws van een bizar plan om een dictator in het Witte Huis te installeren openbaar. The New York Times maakte op 21 november 1934 het eerste deel van Butlers verhaal aan het House Un-American Activities Committee bekend: 'A plot of Wall Street interests to overthrow President Roosevelt and establish a fascist dictatorship, backed by a private army of 500,000 ex-soldiers and others, was charged by Major Gen. Smedley D. Butler, retired Marine corps officer...' (een plan van Wall Street belangen om president Roosevelt af te zetten en een fascistisch dictatorschap te vestigen, gesteund door een privé leger van 500.000 veteranen en anderen, werd aangeklaagd door majoor generaal Smedley D. Butler, oud marine officier). De krant voegde daaraan toe dat Butler vrienden had verteld dat General Hugh S. Johnson, hoofd van NRA (onderdeel van Roosevelts New Deal), de rol van dictator toegezegd was, en dat J.P. Morgan & Co en Murphy and Co achter het plan zaten. Later vervaagde het nieuws naar de achtergrond en verdween in het geheel.

## Butlers staat van dienst
Butler was een populaire, bekende marineofficier, tweemaal gedecoreerd met de Congressional Medal of Honor en een veteraan met een staat van 33 jaar militaire dienst. Een plan voor een dictatorschap in het Witte Huis was hem ter ore gekomen via twee leden van het American Legion: Gerald C. MacGuire, van Grayson M-P. Murphy and Co en Bill Doyle, officer van het American Legion.

## MacGuire

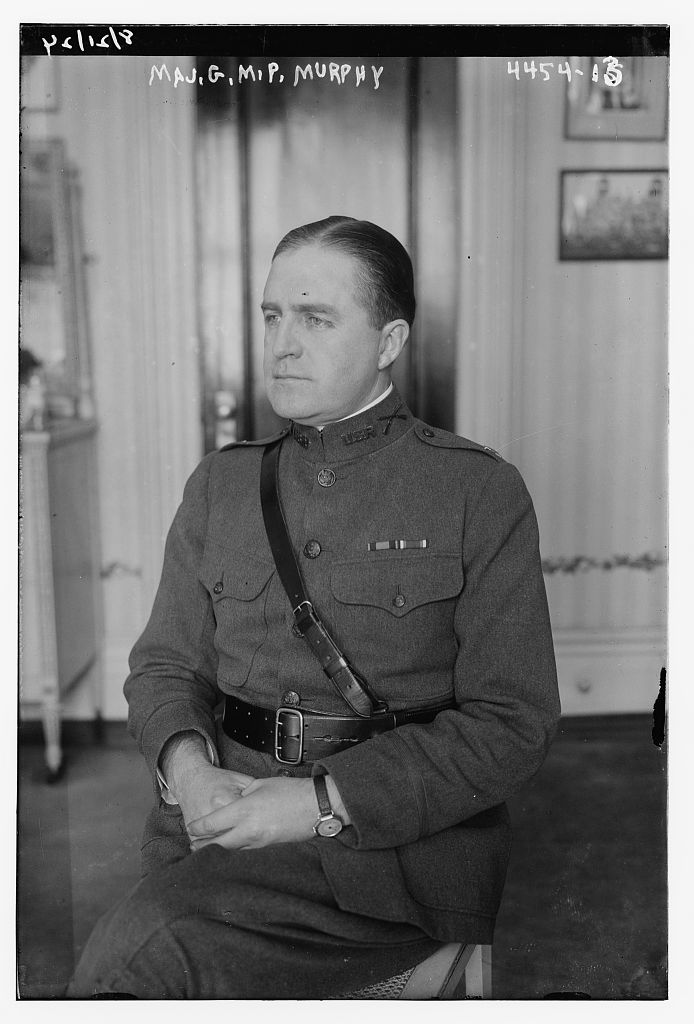
Grayson Mallet-Prevost Murphy (1878-1937), in 1918

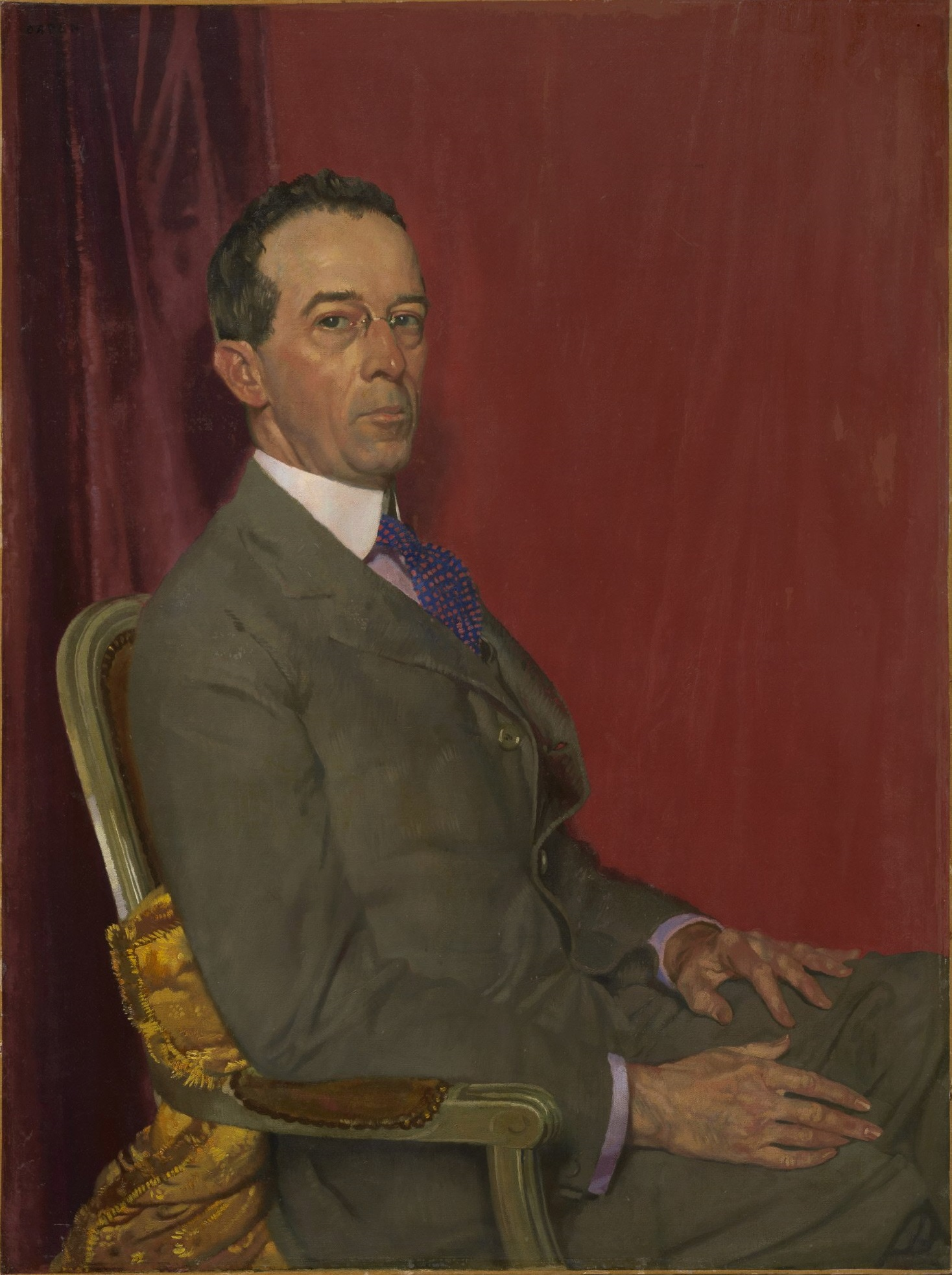
Robert Sterling Clark (1877-1956), portret door William Orpen, ca. 1921-22

Ze wilden 'de koninklijke familie die de leiding had van het American Legion van de troon stoten op de Conventie die in Chicago gehouden zou worden' en Butler er deelgenoot van maken. Butler zou er heen komen als afgevaardigde van Honolulu en er zouden twee tot driehonderd leden van het legioen in het publiek aanwezig zijn. Zij zouden roepen om een speech en Butler zou die toespraak geven, geschreven door Morgan associate John W. Davis. MacGuire toonde Butler een bankafschrift met op de rekening $42.000 en $64.000 van Grayson M-P. Murphy, directeur van Guaranty Trust Company en andere bedrijven onder beheer van Morgan. Robert S. Clark was er ook bij betrokken. Butler kreeg een bedrag aangeboden om een zelfde soort speech te geven voor de conventie van de Veterans of Foreign Wars in Miami Beach. MacGuire's groep zou de achtergrond van Mussolini's Italië, Hitlers organisatie in Duitsland en de Croix-de-Feu in Frankrijk hebben onderzocht en de tijd rijp hebben geacht voor een dergelijke organisatie in de Verenigde Staten.  
Butler verklaarde dat Roosevelt niet door een fascistische dictator zou worden vervangen, zoals The New York Times hadden geschreven. MacGuire vertelde Butler dat Roosevelt in het plan mee zou gaan. Vijfhonderd veteranen zouden de president steunen en de president had het geld nodig. De veteranen zouden de president verdedigen tegen aanvallen van anderen. De president, die overwerkt was, zou een assistent president krijgen, die de schuld kreeg als er iets mis mocht gaan. MacGuire's groep had de kranten in handen en er zou een campagne gestart worden over Roosevelts kwakkelende gezondheid. Butler werd gevraagd deze superorganisatie te leiden. Butler antwoordde dat hij de democratie in stand wilde houden en desnoods met 500.000 andere soldaten hen mores zou leren.

## Getuigen

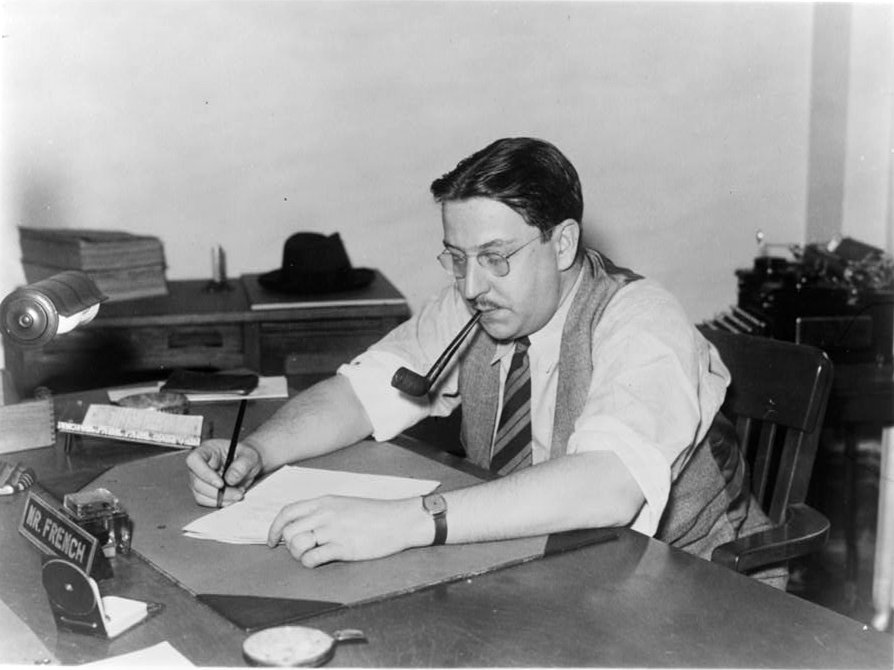
Paul Comly French als State Director of the Pennsylvania Unit, W.P.A. Federal Writers' Project

Er zijn naast Butler twee betrouwbare getuigen: verslaggever French en kapitein Glazier.
Butler besprak de aanbieding in september 1934 met een onbevooroordeelde krant en de McCormack-Dickstein Committee ondervroeg Butlers vertrouweling, Paul Comley French, verslaggever van The Philadelphia Record en The New York Evening Post. French had een gesprek met MacGuire op 13 september 1934. MacGuire vertelde hem dat er een fascistische regering nodig was om het land en kapitalistische systeem tegen de communisten te beschermen. Hij vertelde hoe veteranen een rol hadden gespeeld in de fascistische en nazistische bewegingen in Europa. Er zou een Secretary of General Affairs komen en als Roosevelt meedeed, prima, anders zou hij afgezet worden.
In december 1934 werd kapitein Samuel Glazier, Commanding Officer of the CCC Camp in Elkridge, Maryland, opgeroepen voor het Committee te verschijnen. Glazier had op 2 oktober 1934 een brief van A.P. Sullivan, Assistant Adjutant General of the U.S. Army, ontvangen, met het bevel Mr. Jackson Martindell rond te leiden. Martindell was financieel raadgever met kantoren op 14 Wall Street, die eerder in verband stonden met Stone & Webster & Blodget, Inc. en Carter, Martindell & Co.. Een week na Martindells bezoek aan het kamp in Elkridge, ging Glazier bij Martindell langs in zijn huis in New Jersey. Daar vernam Glazier dat Martindell een persoonlijke vriend van generaal Malone was en dat Martindell kampen wilde organiseren als van CCC in Elkridge, om 500.000 jonge mannen op te leiden. Het gesprek was antisemitisch van toon en ging over een staatsgreep in de Verenigde Staten. De American Vigilantes met op hun vlag een rode adelaar op een blauwe achtergrond, zouden de staatsgreep sponsoren.
Toen MacGuire voor het Committee moest verschijnen gaf hij toe geld te hebben aangenomen van Robert S. Clark, om een Committee for a Sound Dollar op te richten en voor reiskosten in Europa. MacGuire zei Mr. 'Martin Dell' (in plaats van Jackson Martindell) niet te kennen. MacGuire gaf verschillende antwoorden op dezelfde vraag en wist zich sommige zaken niet te herinneren.
Grayson Murphy, Jackson Martindell en John W. Davis werden nooit door het Committee gehoord.

## Transcript
In 1975, toen Antony Sutton er over schreef, was er geen full transcript van de verhoren door het Committee te vinden. De verslaggever John L. Spivak wist deleted portions van het transcript boven water te halen. Het uiteindelijke verslag van het Committee werd op 15 februari 1935 uitgebracht. 